# رودني يونغ
رودني يونغ هو سياسي كندي، ولد في 21 مارس 1910 بليفربول في المملكة المتحدة، وتوفي في 1978. حزبياً، نشط في Co-operative Commonwealth Federation ‏. وقد انتخب عضو مجلس العموم الكندي.